# Gran Premio Südkärnten
El Gran Premio Südkärnten (oficialmente: GP Südkärnten) es una carrera ciclista de un día que se disputa en Austria, en el mes junio o agosto.
Se comenzó a disputar en 2001 como profesional con el nombre de Kettler Classic-Südkärnten, primero en la categoría 1.4 y un año después en la 1.5 (última categoría del profesionalismo). Desde el 2003 pasó a formar parte del Völkermarkter Radsporttage (en español: Días de Ciclismo del Distrito de Völkermarkt) como segunda carrera de dicho trofeo amateur, además desde la creación del Tchibo Cup en 2007 pertenece a dicho trofeo nacional. En 2012 volvió al profesionalismo con el actual nombre formando parte del UCI Europe Tour, dentro de la categoría 1.2 (última categoría del profesionalismo).

## Palmarés
En amarillo: edición amateur.
| Año                        | Ganador             | Segundo               | Tercero              |
| Kettler Classic-Südkärnten |                     |                       |                      |
| -------------------------- | ------------------- | --------------------- | -------------------- |
| 2001                       | Sasa Sviven         | Filippo Baldo         | Petr Herman          |
| 2002                       | Vladislav Borisov   | Fabio Bulgarelli      | Rene Weissinger      |
| Völkermarkter Radsporttage |                     |                       |                      |
| 2003                       | Hannes Hempel       | Christian Pfannberger | Maurizio Vandelli    |
| 2004                       | Hans-Peter Obwaller | Paul Crake            | Petr Herman          |
| 2005                       | René Weissinger     | Harald Totschnig      | Uroš Silar           |
| 2006                       | Nico Graf           | Gašper Švab           | Petr Herman          |
| 2007                       | Markus Eibegger     | Martin Riška          | Harald Starzengruber |
| 2008                       | Ján Valach          | Michael Pichler       | Róbert Nagy          |
| 2009                       | Michael Pichler     | Björn Thurau          | Jan Bárta            |
| 2010                       | Matija Kvasina      | Marcel Ternovsek      | Matej Mugerli        |
| 2011                       | Robert Vrečer       | Vladimir Kerkez       | Dejan Bajt           |
| GP Südkärnten              |                     |                       |                      |
| 2012                       | Marko Kump          | Giuseppe De Maria     | Oliver Hofstetter    |
| 2013                       | Julian Alaphilippe  | Matej Mugerli         | Leonardo Pinizzotto  |
| 2014                       | Andrea Pasqualon    | Matej Mugerli         | Markus Eibegger      |

## Palmarés por países
| País       | Victorias |
| ---------- | --------- |
| Austria    | 4         |
| Eslovenia  | 3         |
| Alemania   | 2         |
| Rusia      | 1         |
| Eslovaquia | 1         |
| Croacia    | 1         |
| Francia    | 1         |
| Italia     | 1         |